# Andrzej Koraszewski
Andrzej Jerzy Koraszewski (ur. 26 marca 1940 w Szymbarku) – publicysta i pisarz ekonomiczno-społeczny, były dziennikarz BBC, wiceszef polskiej sekcji BBC, i publicysta paryskiej „Kultury”.
Syn oficera Armii Krajowej, z rodziny, która po powstaniu styczniowym osiadła w zaborze niemieckim, pod Inowrocławiem.

## Życiorys
Ukończył technikum księgarskie, a następnie socjologię na Uniwersytecie Warszawskim.
Od czerwca 1967 do czerwca 1968 zatrudniony w Agencji Robotniczej jako kierownik Działu Badania Opinii Społecznej. Relegowany z pracy i wyrzucony z PZPR „w związku z oficjalnym zadeklarowaniem się […] po stronie jego byłych profesorów – Kołakowskiego i Baumana”. Następnie do 1 grudnia pracował w Zakładach Przemysłu Gumowego w Piastowie, skąd zwolnił się na własną prośbę.
Od 1970 ze względów rodzinnych starał się o zezwolenie na zmianę obywatelstwa i wyjazd emigracyjny do Izraela. Od 1971 na emigracji w Szwecji, w Lund. Związany z uniwersytetami w Uppsali oraz Lund. Działacz polonijny. W połowie lat 70. XX wieku był jedną z osób w Szwecji zaangażowanych w niesieniu pomocy opozycji w Polsce, a od początku lat 80. również „Solidarności”. Był przewodniczącym Towarzystwa Przyjaciół „Kultury Paryskiej” w Lund, członkiem Grupy Kontaktowej Polskiego Ruchu Demokratycznego w Szwecji oraz przewodniczącym Polskiego Instytutu Źródłowego w Lund.
Od 1986 mieszkał w Londynie, gdzie pracował w BBC.
W 1998 wraz z żoną Małgorzatą, tłumaczką, wrócił do Polski, osiedlając się w Dobrzyniu nad Wisłą, gdzie uprawia plantację wiśni, zajmuje się działalnością społecznikowską i prowadzi koło młodych dziennikarzy w lokalnym gimnazjum.

## Publicystyka
W okresie przedemigracyjnym pracował w redakcji „Gromada. Rolnik Polski”. Na emigracji współpracował z wieloma pismami polonijnymi, od połowy lat 70. XX w. pisywał okazjonalnie do paryskiej „Kultury”, następnie do redagowanego przez Smolarów „Aneksu” (Uppsala-Londyn) i do redagowanego przez Wildsteina „Kontaktu” (Paryż).
Od połowy lat 90. do końca czasopisma był jednym z publicystów paryskiej „Kultury”, w której zajmował się sprawami gospodarczymi oraz rolnictwem.
Publikował poza tym m.in. w „Polityce”, „Rzeczpospolitej”, „Tygodniku Powszechnym”, „Przeglądzie Politycznym”.
W 2000 został ostatnim laureatem nagrody publicystycznej im. Juliusza Mieroszewskiego (za rok 1999), jednej z najbardziej prestiżowych nagród dla publicystów i dziennikarzy, przyznawanej przez „Kulturę”.
Od 2004 do grudnia 2013 roku był redaktorem i jednym z głównych publicystów portalu Racjonalista.pl. Jest także współzałożycielem i członkiem Polskiego Stowarzyszenia Racjonalistów. Od stycznia 2014 prowadzi wraz z żoną, Małgorzatą Koraszewską, magazyn internetowy poświęcony nauce, przemianom społecznym, a w szczególności konfliktom na Bliskim Wschodzie „Listy z naszego sadu”.

## Książki
- Rycerze domniemanej oczywistości, Jedność, Sztokholm 1981
- Najsłabsze ogniwo, Arka-Jedność, Sztokholm 1985
- Wielki poker, PWN, Warszawa 1992, ISBN 83-01-10970-X.
- W grzechu poczęci: wiara i seks we współczesnym świecie, Wydawnictwo Naukowe Scholar, Warszawa 1996, ISBN 83-85838-56-2.
- I z wichru odezwał się Pan... Darwin, czuj się odwołany, Art Factory Publishing / racjonalista.pl, Warszawa 2007, ISBN 978-83-924370-1-7.
- Ateusza portret własny, racjonalista.pl, Wrocław 2010[5].
- Wszystkie winy Izraela, Wydawnictwo „Błękitna Kropka” 2016 ISBN 978-83-933851-3-3
- Ateista, Wydawnictwo Stapis 2019 ISBN 978-83-7967-022-2
- Co izraelscy żołnierze robią palestyńskim dzieciom, Katowice: Stapis, 2020, ISBN 978-83-7967-137-3. Brak numerów stron w książce
- Skąd się wzięło dobro i zło i inne pytania, Wydawnictwo Stapis 2021, ISBN 978-83-7967-187-8
- Idź i wróć człowiekiem, Wydawnictwo Stapis 2023, ISBN 978-837967-266-0